# Theridion hui
Theridion hui är en spindelart som beskrevs av Zhu 1998. Theridion hui ingår i släktet Theridion och familjen klotspindlar. Inga underarter finns listade i Catalogue of Life.